# 圣尼古拉德马什兰
圣尼古拉德马什兰（法語：Saint-Nicolas-de-Macherin，法語發音：[sɛ̃ nikɔla də maʃʁɛ̃]）是法国伊泽尔省的一个市镇，属于格勒诺布尔区。

## 地理
圣尼古拉德马什兰（45°23'54"N, 5°36'24"E）面积10.6 平方千米，位于法国奥弗涅-罗讷-阿尔卑斯大区伊泽尔省，该省份为法国东南部内陆省份，北起顺时针与安省、萨瓦省、上阿尔卑斯省、德龙省、阿尔代什省、卢瓦尔省和罗讷省。
与圣尼古拉德马什兰接壤的市镇（或旧市镇、城区）包括：希朗斯、马雪、梅尔拉、圣奥普尔、圣艾蒂安德克罗塞、瓦龙。

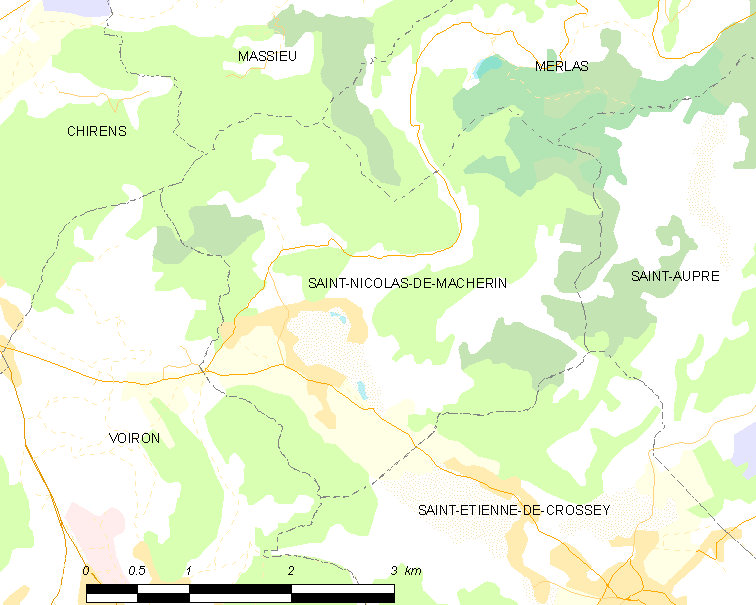
圣尼古拉德马什兰的OSM定位图

圣尼古拉德马什兰的时区为UTC+01:00、UTC+02:00（夏令时）。

## 行政
圣尼古拉德马什兰的邮政编码为38500，INSEE市镇编码为38432。

## 政治
圣尼古拉德马什兰所属的省级选区为瓦龙县。

## 人口

1962-2008年间圣尼古拉德马什兰人口变化图示

圣尼古拉德马什兰于2022年1月1日时的人口数量为944人。